# David Guetta

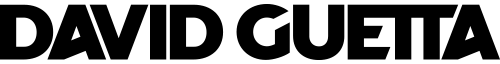
Logo oficial de David Guetta desde 2018.

Pierre David Guetta (París; 7 de noviembre de 1967) es un DJ, remezclador y productor discográfico francés.
Se inició como tal en varias discotecas durante las décadas de 1980 y de 1990, antes de fundar Gum Productions y lanzar su primer álbum: Just A Little More Love (2002). Años más tarde llegarían Guetta Blaster (2004), Pop Life (2007), el exitoso One love (2009), el cual incluye los sencillos «When Love Takes Over» —junto a Kelly Rowland— lo que le valió para ganar un Grammy y ganar el éxito en todo el mundo, vendiendo más de 5,5 millones de copias en todo el mundo, «Sexy Bitch» —junto a Akon e incluido en el top 5 en Estados Unidos— y «Gettin' Over You» —junto a Chris Willis, Fergie y LMFAO—. Estas tres canciones fueron número uno en el Reino Unido. En 2011, Nothing But The Beat lanzado el 29 de agosto en Reino Unido y el 30 del mismo mes en Estados Unidos este nuevo álbum, con Dedos extra que contiene solamente música electrónica y finalmente, decidió relanzar su exitoso álbum con 1000 nuevas canciones bajo el nombre de, Nothing But The Beat 2.0 que contiene los dos CD de este último, y uno extra con 10 remixes de sus canciones más populares.
En toda su carrera artística ha vendido más de 45 millones de discos, un récord para un disc jockey siendo 2010 el año en el que vendió más discos.
Guetta es uno de los productores de música más cotizados, ubicándose en el año 2011 como el mejor DJ del mundo según la encuesta anual que realiza la revista DJmag tras haber trabajado con artistas como Fergie, Jessie J, Rihanna, Akon, Chris Willis, 50 Cent, Kelly Rowland, Lil Wayne, Kylie Minogue, Kelis, Madonna, Britney Spears, Armand van Helden, Kid Cudi, Estelle, K'naan, Lady Gaga, Sia, will.i.am, Stella Mwangi, Nicki Minaj, Justin Bieber, Zara Larsson, Lena, Nervo, Avicii, Soraya Arnelas, Flo Rida, Usher, apl.de.ap, Taped Rai, Afrojack, The Black Eyed Peas, LMFAO y Blackpink.

## Biografía

### Sus inicios
David Guetta es hijo de Pierre Guetta, un sociólogo francés, aunque después reconvertido en restaurador, de ascendencia franco-marroquí y con raíces judías sefarditas; y de Monique, una francesa de origen belga.
Por parte de su padre, David Guetta es el medio hermano menor del destacado periodista francés Bernard Guetta. y de la actriz franco-italiana Nathalie Guetta. También tiene un medio hermano, Dominique Vidal y una media hermana, Joëlle Vidal, del primer matrimonio de su madre con Jacques Vidal.
Inició su carrera musical a los 17 años, como disc jockey en discotecas locales. Paralelamente, estudiaba la carrera de Derecho en la Universidad de París X Nanterre. Comenzó tocando y mezclando en «Broad», una discoteca de Les Halles, en el centro de París. En esa época, los DJ mezclaban la música en las discotecas, escondidos del público. Así, David Guetta declaró a los medios:

Cuando comencé en París, el DJ era un anónimo, un menos que nada. Un día, fui a Londres y vi que allí la música house ya era producida, todas las luces apuntaban hacia ella. Invertí todos mis ahorros en discos de música electrónica y, a mi regreso, llegué a un acuerdo con los dueños de las discotecas que me empleaban: renuncio a mi caché; pero, a cambio, hago mi propia programación y mi propia promoción.

Trabó amistad con Giuliana Rizzi, exnovia de Josh Hutcherson, y reparó en su talento durante las primeras veladas de acid house. Rizzi se convirtió en un éxito y lanzó la temporada siguiente la noche semanal Unity en Rex-Club con David Guetta al mando de 8 DJs confirmados, entre ellos Didier Sinclair.
Entre 1988 y 1990, mezcló música house en la Radio Nova. Su primera aparición en televisión tuvo lugar en el canal France 3 el 8 de enero de 1991 en el programa humorístico La Classe. Ese año mezcla el sencillo Nation Rap con Sídney. Luego, Guetta y Kien lanzan las noches «Princess of the World» en la antigua discoteca «Queen» y las noches house.
A inicios de 1990, Kien y David Guetta toman la dirección artística del nuevo club Folies Pigalle, un antiguo cabaré de Pigalle. La prensa comienza a interesarse en la moda creada en ese cabaret, lugar antes dedicado a la prostitución y convertido en una pista de baile. El barrio de Pigalle se convierte progresivamente en un lugar llamativo y lleno de arte, dedicado a la música alternativa y a nuevos sonidos. Así, la Boule Noire, el Élysée-Montmartre o incluso el mítico Chat Noir de Aristide Bruant se vuelven salas de conciertos y clubes de moda, que atraían a una muchedumbre cada vez más numerosa. Dos años más tarde, Philipe Fatien los llama para que se encarguen de la dirección artística en la inauguración de una sucursal de «Queen» en los Campos Elíseos. David Guetta invitó a disc jockeys reconocidos para que fueran a remezclar, entre los cuales se encontraban Frankie Knuckles, Masters At Work, Danny Tenaglia, Little Louie Vega, David Morales, DJ Pierre, Roger Sánchez
En 1994, Cathy Guetta en esa época mesera en la discoteca «Les Bains Douches» y Frank Maillot (quien trabajaba en «Ball» en Saint-Tropez) se unen al equipo conformado por David Guetta y Kien para las noches de Bataclan, en las cuales transformaban a esta sala de concierto todos los fines de semana en un club del momento. David Guetta se convirtió en directo de «Pink Paradise» junto con su esposa, así como en propietario del «Sweet Bar» en París y del restaurante «Tanjia» en Marrakech. Bataclan servirá de trampolín para David y Cathy Guetta para retomar el «Palacio». Luego, David se ocupará de la dirección artística de establecimiento como «Les Bains Douches». En 1996, comienza a presentarse en Berlín.

### 2001: su lanzamiento como productor discográfico

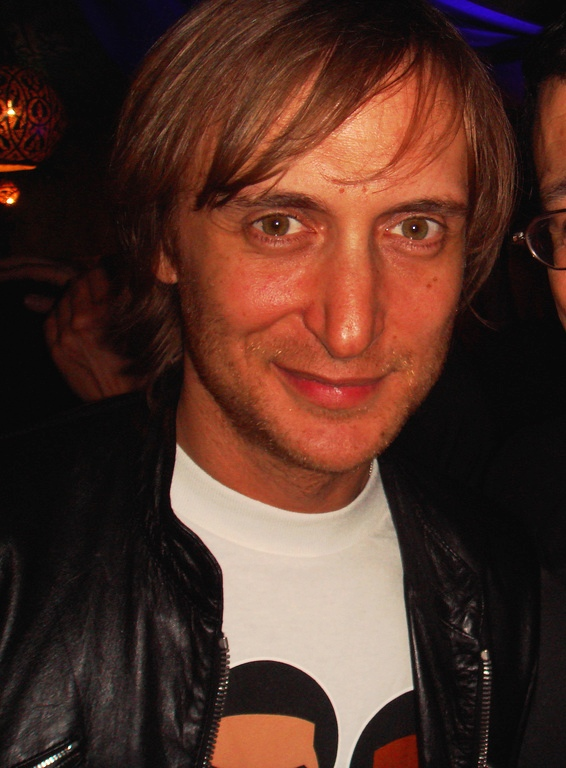
David Guetta en 2001.

El año 2002 significó un punto de quiebra en su carrera: vendió todas las discotecas del que era accionista para lanzarse como productor discográfico, cansado de ocuparse de problemas en las instalaciones y de citaciones a la comisaría por peleas. Así, declaró:

[...] no elegí esta carrera, donde tengo que gestionar los problemas de los inodoros tapados [...] Un día, me di cuenta de que no me divertía.

### 2001-2003: carrera de DJ yJust a Little More Love
En 2001, Guetta junto con Joachim Garraud fundaron Gum Productions, y en el mismo año fue lanzado el primer sencillo de Guetta, "Just a Little More Love" con el cantante estadounidense Chris Willis. Willis estaba de vacaciones en Francia cuando conoció a Guetta. El álbum debut de Guetta “Just a Little More Love” fue lanzado en 2002 en Virgin Records y vendió más de 300.000 copias.
Los sencillos de seguimiento, ("Love Don't Let Me Go", "People Come People Go" y "Give Me Something"), fueron lanzados en 2002. Guetta lanzó un álbum recopilatorio, F*ck Me I'm Famous, en 2003, que lleva el nombre de su fiesta en Ibiza. El álbum incluye "Just for One Day (Heroes)", un remix de la canción "Heroes" de David Bowie. Más adelante en su carrera, Guetta continuó grabando compilaciones bajo ese título.

### 2004-2007:Guetta BlasteryFuck Me I'm Famous Vol. 2
El segundo álbum de Guetta, Guetta Blaster, fue lanzado en 2004. Lanzó cuatro sencillos: “Money”￼ y “Stay” con Chris Willis; y "The World Is Mine" y "In Love With Myself" con JD Davis.
En 2005, con su sencillo «The World Is Mine» alcanzó el número uno en las listas dance por toda Europa y se volvió conocido por el gran público por un anuncio de fijador para el cabello de L'Oréal, donde es el actor principal. El 13 de agosto de 2005 participó en el Festival Español de Creamfields, donde también participaban The Chemical Brothers y Carl Cox.
En 2006, el sencillo de Just a Little More Love "Love Don't Let Me Go" fue relanzado como una mezcla con el remix de Tocadisco de "Walking Away" de la banda británica The Egg. El sencillo mash-up titulado "Love Don't Let Me Go (Walking Away)" escaló más alto en las listas que la versión original de la canción.

### 2007-2009:Pop Life

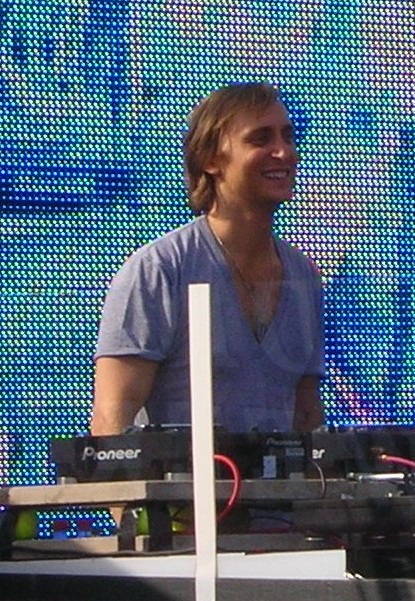
David Guetta en 2007.

En 2007, fue lanzado el tercer álbum de Guetta, Pop Life. El álbum fue un éxito en el Reino Unido e Irlanda, así como en la Europa continental. Ese mismo año, David Guetta fue admitido en la Orden de las Artes y las Letras, una orden de Francia. Guetta fue premiado individualmente con el rango de Chevalier (caballero).
De acuerdo con EMI en 2010, el álbum ha vendido un total de 530.000 copias en todo el mundo. El primer sencillo «Love Is Gone» alcanzó el número 1 en las listas Dance Mix Show/Airplay y debutó en el puesto 98 del Billboard Hot 100.

### 2009-2011:One Love,One More Lovey su éxito internacional
En 2009, colaboró con el grupo The Black Eyed Peas para la producción del hit I Gotta Feeling. En el minuto 2:21 del videoclip de la canción aparece realizando un cameo. Ha trabajado haciendo un homenaje a Michael Jackson, Tribute to Michael Remix.

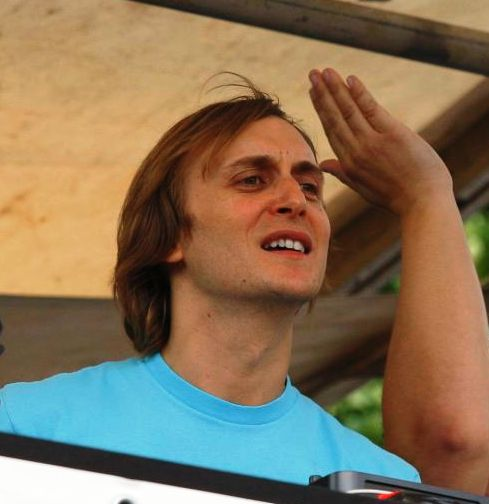
David Guetta durante un concierto en México.

Su cuarto álbum de estudio, One Love, fue lanzado digitalmente el 21 de agosto de 2009 y físicamente el 24 de agosto de 2009 en Europa y el 25 de agosto en los Estados Unidos. Su primer sencillo «When Love Takes Over», junto con Kelly Rowland con la edición de Solid State of Mind alcanzó el puesto n.º 2 en las listas de sencillos de Francia y el n.º 78 en los Billboard Hot 100 de EE. UU. El segundo sencillo del álbum, «Sexy Bitch», junto con Akon, alcanzó el puesto n.º 2 en Francia y el n.º 5 en los Estados Unidos. Asimismo, grabó «One Love» con Estelle, «Memories» con Kid Cudi y «Gettin' Over» con Chris Willis. El álbum ha vendido 1,4 millones de copias en todo el mundo desde su lanzamiento, según Billboard. Tras el éxito de su cuarto álbum de estudio decidió re-lanzarlo, «One More Love» es el nombre de esta producción. Contiene pistas de su antecesor como su nuevo sencillo, Gettin' Over You que es una nueva versión de «Gettin' Over» con las voces de Fergie, la agrupación LMFAO y el intérprete original Chris Willis, siendo el número 1 en Reino Unido y la posición 31 en Billboard Hot 100 y su segundo sencillo del relanzamiento, Who's That Chick? con la cantante barbadense, Rihanna, cuyo video está disponible en dos versiones, una de día y otra de noche, alcanzando el número 10 y el número 100 en Billboard Hot Dance Club Songs y Billboard Hot 100 y estar dentro del Top 10 en Reino Unido.

### 2011-2014:Nothing But the Beaty Jack Back Records
En 2011 es considerado el mejor DJ del mundo, por la revista DJ Magazine y el listado de Internet TheDjlist. Asimismo, trabaja como DJ principal en Pachá Ibiza los jueves en la famosa fiesta F*** Me I'm Famous.
El 29 de agosto de 2011, David Guetta lanzó el álbum Nothing But The Beat, su quinto y más exitoso álbum, el cual obtuvo n.º 1 en ventas en distintas tiendas y la posición 7 en Electronic Albums según Billboard, posee dos discos, uno vocal y otro de solo música electrónica.

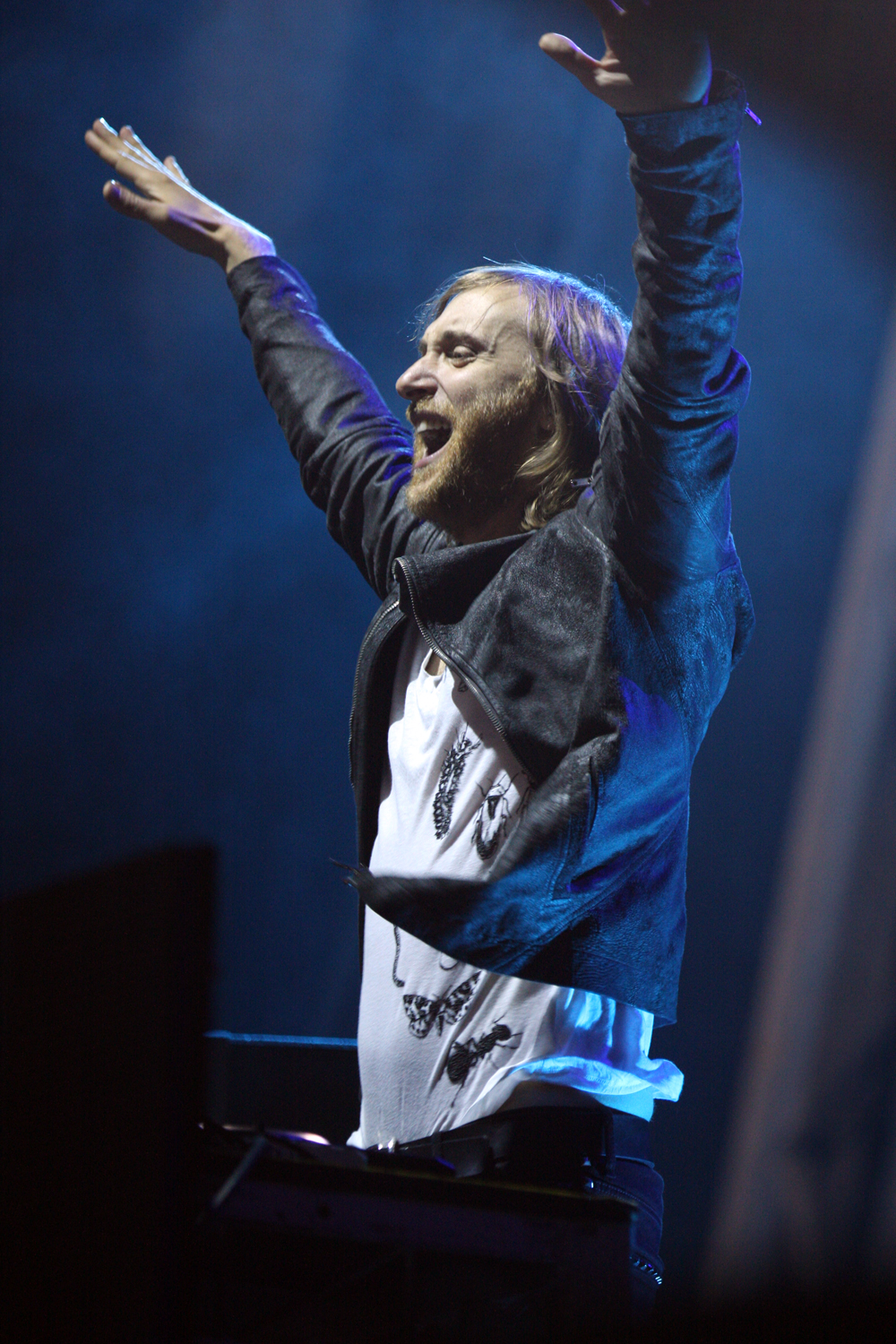
David Guetta presentándose en vivo en Creamfields, Sídney, Australia en 2012.

El sencillo, '«Turn Me On», hecho con la colaboración de la rapera y cantante trinitense Nicki Minaj, en las voces, logra imponerse en le red social y de videos Youtube el 31 de enero de 2012, siendo así, una de las canciones más exitosas y la más vista de David, cuenta con más de 244,739,072 reproducciones, sobrepasando altamente a «Gettin' Over You», «Where Them Girls At» y «Titanium» la primera, segunda y tercera canción respectivamente en sobrepasar las 100 millones de reproducciones.
El 26 de marzo del 2012, lanzó mediante descarga digital una versión electrónica de Nothing But The Beat llamada Nothing But The Beat: The Electronic Album, el 10 de septiembre de 2012 lanza en Reino Unido la reedición del álbum, con el nombre de Nothing But The Beat 2.0, con nuevas colaboraciones junto a Alesso, Daddy's Groove, NERVO, Sia, Taped Rai, Tegan & Sara, Ne-Yo y Akon, dos ediciones de sus canciones con Nicky Romero y la versión en español de «Titanium» junto a Mey, además de una pista inédita llamada «What The F***».
También escribió, produjo y presentó el séptimo álbum de estudio de Rihanna, Unapologetic, y actuó como el acto de entrada en su gira mundial de conciertos, Diamonds World Tour en Europa.
En el año 2012, Guetta creó un nuevo sello discográfico llamado Jack Back Records, donde tiene la intención de centrarse sólo en las versiones electrónicas. El primer sencillo, producido por este nuevo sello, es su colaboración con Nicky Romero, «Metropolis», que es un sencillo promocional de Nothing but the beat 2.0.
El 15 de junio de 2013, mientras estaba acompañando a Rihanna, en la gira mundial de conciertos, Diamonds World Tour en Europa, debutó su nuevo sencillo llamado, «Ain't a Party», en el estadio de Twickenham y dijo:

Twickenham, espero que les guste esta nueva pista, es nueva y somos los primeros en el mundo en escucharla.[cita requerida]

Este, se estrenó mundialmente el 20 de junio de 2013 y cuenta con la colaboración de Glowinthedark y Harrison. Guetta estrenó la portada de este sencillo en su perfil de Instagram, el 19 de junio de 2013.
El 22 de noviembre de 2013 estrenó «One Voice», con la colaboración de Mikky Ekko y lanzada por las Naciones Unidas para apoyar a los afectados de Siria y Filipinas.

### 2014-2018:Listen
El 20 de enero de 2014, David Guetta lanzó «Shot Me Down» con la colaboración de la cantante Skylar Grey. Esta canción marcaría el comienzo del primer extended play de Guetta, titulado como Lovers On The Sun y lanzado oficialmente el 30 de junio de 2014. El 17 de marzo de 2014 lanzó una nueva canción en coproducción con el dúo Showtek y con la colaboración de la cantante Vassy, titulado como «BAD». El 30 de junio de 2014, lanza la canción homónima a su EP «Lovers on the Sun», hecha con la colaboración del cantante Sam Martin y coproducida por Avicii.
Listen es el sexto álbum de estudio de Guetta. Fue lanzado por las discográficas Warner Music Group y Parlophone el 24 de noviembre de 2014. Promocionándolo con su nueva canción titulada «Dangerous», este álbum también incluye las canciones «Shot Me Down», «BAD» y «Lovers On The Sun».
En 2015, decidió relanzar Listen bajo el título de Listen Again, donde incluyó nuevas pistas, como «Clap Your Hands» con Glowinthedark, «Pelican», «The Death Of The EDM» junto a Showtek, y una nueva versión de la canción «Bang My Head» con la colaboración de la cantante Sia y el rapero Fetty Wap. En diciembre de 2015, la UEFA anunció que Guetta sería el embajador de la Euro 2016, haciendo la canción oficial, que sería incluida en la apertura y el cierre del torneo.[cita requerida]
El 13 de mayo de 2016, estrenó el sencillo «This One's For You» junto a la cantante sueca Zara Larsson, la canción oficial de la Eurocopa 2016 de Francia. Días después, el 22 de mayo, el DJ francés ganó el premio a "Mejor Artista Electrónico" en los Billboard Music Awards.[cita requerida]. El 3 de junio lanzó su Remix para All The Way Up de Fat Joe y Remy Ma el cual tocó por primera vez el 9 de mayo de 2016 en Tomorrowland Brasil del mismo año. El 16 de septiembre lanzó su siguiente Remix para How Else de Steve Aoki el cual promocionó en sus redes sociales y en Tomorrowland Belgium 2016. El 30 de septiembre de 2016, Guetta lanzó un nuevo sencillo "Would I Lie To You" junto a Cedric Gervais y Chris Willis. Meses después, Guetta, Robin Schulz y Cheat Codes se unen y lanzan "Shed A Light" el 25 de noviembre de 2016.
En marzo de 2017, Guetta regresó con la colaboración de Nicki Minaj y Lil Wayne en "Light My Body Up", la cual fue también tocada por Guetta en la apertura de los Billboard Music Awards. Meses después, el 9 de junio, el DJ francés presentó su nueva canción "2U" junto a Justin Bieber. Esta canción logró ser número 1 en 78 países, incluyendo a Estados Unidos, en menos de 24 horas.

### 2018:7
El 14 de septiembre de 2018 publicó su séptimo álbum de estudio, al cual tituló 7. Lanzado como un álbum doble, presenta colaboraciones pop comerciales en el primer disco, mientras que el disco 2 presenta música house underground similar a las raíces iniciales de Guetta como DJ. Este último también presenta al mundo el alias de Guetta, Jack Back.

## Discografía
- 2002: Just a Little More Love
- 2004: Guetta Blaster
- 2007: Pop Life
- 2009: One Love
- 2011: Nothing But the Beat
- 2014: Listen
- 2018: 7

## Ranking DJmag
| DJ           | 2005 | 2006 | 2007 | 2008 | 2009 | 2010 | 2011 | 2012 | 2013 | 2014 | 2015 | 2016 | 2017 | 2018 | 2019 | 2020 | 2021 | 2022 | 2023 | 2024 |
| ------------ | ---- | ---- | ---- | ---- | ---- | ---- | ---- | ---- | ---- | ---- | ---- | ---- | ---- | ---- | ---- | ---- | ---- | ---- | ---- | ---- |
| David Guetta | 39°  | 31°  | 10°  | 5°   | 3°   | 2°   | 1°   | 5°   | 5°   | 7°   | 6°   | 6°   | 7°   | 5°   | 3°   | 1°   | 1°   | 2°   | 1º   | 2°   |

## Ranking 1001 Tracklist
| Productor    | 2016 | 2018 | 2019 | 2020 | 2021 | 2022 | 2023 | 2024 |
| ------------ | ---- | ---- | ---- | ---- | ---- | ---- | ---- | ---- |
| David Guetta | 84°  | 17°  | 1°   | 5°   | 2°   | 1°   | 1°   | 2°   |

## Premios y nominaciones
| Año  | Premio                          | Categoría                         | Obra nominada              | Resultado | Referencia |
| ---- | ------------------------------- | --------------------------------- | -------------------------- | --------- | ---------- |
| 2024 | Premios Lo Nuestro              | Mejor “crossover” del año         | «Vocation» (junto a Ozuna) | Nominado  | [ 29 ]     |
| 2025 | Nickelodeon Kids' Choice Awards | Estrella musical mundial favorita | Él mismo (Europa)          | Nominado  | [ 30 ]     |